# Zareh
Pour les articles homonymes, voir Zareh (homonymie).
Zareh ou Zarehr est un prétendant sassanide au trône sous le règne de Valash (484-488). L'historien arménien Lazare de Pharbe est le seul à mentionner sa tentative infructueuse de prise de pouvoir dans laquelle les Arméniens jouent un rôle majeur.

## Origine
Zareh ou Zarehr, dont le nom est l'équivalent en pehlevi de  l'antique nom arménien « Zariadrès », était selon Lazare de Pharbe le second fils de Péroz Ier. Toutefois, les spécialistes contemporains le désignent unanimement comme le frère de Valash et donc également de Péroz Ier.

## Prétendant
Après la mort de Péroz Ier et la captivité de Kavadh, son frère Valash est  proclamé roi par les  prêtres mazdéistes et la noblesse. Zareh, son autre frère, mécontent de ce choix, se soulève, appuyé par de nombreux partisans.
Valash est obligé pour le combattre de solliciter l'aide de Vahan Mamikonian, avec qui il vient de faire la paix ; ce dernier lui envoie la cavalerie arménienne commandée par son neveu Grigor Mamikonian, le fils de Vasak, et par Vrèn, prince de Vanand. Zareh, vaincu par les Arméniens, se retranche dans des défilés montagneux mais il est capturé et « égorgé comme un animal » (485).